# Gloria Hooper (ur. 1939)
Gloria Dorothy Hooper, baronessa Hooper (ur. 25 maja 1939 w Southampton) – brytyjska polityk i prawnik, poseł do Parlamentu Europejskiego I kadencji, członek Izby Lordów, podsekretarz stanu.

## Życiorys
Córka Fredericka i Frances z domu Maloney. Kształciła się w La Sainte Union Convent High School w Southampton i Royal Ballet School. W 1960 uzyskała tytuł Bachelor of Arts z prawa na University of Southampton, kształciła się również w Universidad Central del Ecuador. Pracowała m.in. jako edytor w wydawnictwie prawniczym, oficer ds. informacji przy radzie miejskiej w Winchester i doradca w przedsiębiorstwie finansowym. Następnie od 1974 do 1980 była partnerem w kancelarii Taylor and Humbert. Zajmowała stanowiska kierownicze i honorowe w licznych organizacjach charytatywnych, zawodowych i gospodarczych. Została fellow m.in. w Royal Society of Arts oraz Royal Geographical Society.
Zaangażowała się w działalność polityczną w ramach Partii Konserwatywnej. W 1979 wybrana posłanką do Parlamentu Europejskiego, przystąpił do frakcji Europejscy Demokraci. W 1984 nie uzyskała reelekcji. W 1985 wykreowana parem dożywotnim, zasiadła wówczas w Izbie Lordów. Zajmowała stanowiska parlamentarnego podsekretarza stanu ds. edukacji i nauki (1987–1988), energii (1988–1989) oraz zdrowia (1989–1992), a w latach 1993–2008 pozostawała zastępcą spikera Izby Lordów.

## Odznaczenia
Odznaczona m.in. Orderem św. Michała i św. Jerzego III klasy (2002) oraz Orderem Świętego Grzegorza Wielkiego IV klasy.